# Lymphoproliferatives Syndrom
Ein Lymphoproliferatives Syndrom umfasst verschiedene Erkrankungen, bei welchen ein Überschuss an Lymphozyten produziert wird („Proliferation“). Typischerweise liegt dabei eine Störung des Immunsystems vor.

## ALPS
„ALPS“ ist ein Akronym für Autoimmun-LymphoProliferatives Syndrom, eine seltene angeborene Erkrankung mit nicht-maligner Lymphoproliferation, Lymphknotenschwellung und Hepatosplenomegalie, Zytopenie und einem erhöhten Risiko für Morbus Hodgkin und Non-Hodgkin-Lymphom.
Synonyme sind Canale-Smith-Syndrom; FAS-Mangel.
Die Prävalenz ist unbekannt, bislang wurde über mehr als 500 Betroffene berichtet. Die Vererbung erfolgt autosomal-dominant oder autosomal-rezessiv.
Eine Manifestation ist in jedem Alter möglich.
Der Erkrankung liegen verschiedene Mutationen zugrunde mit derzeitiger Einteilung:
- Typ Ia (ALPS-FAS), häufigste Form mit 75 %, Mutationen im FAS/TNFSF6-Gen im Chromosom 10 am Genort q23.31[3]
- Typ Ib (ALPS-FASLG), etwa 10 %, Mutationen im FASLG im Chromosom 1 q24.3[4]
- Typ Iia (ALPS-CASP10), 2–3 %, Mutationen im CASP10-Gen im Chromosom 2 q33.1.[5]
- Typ III, Mutationen im PRKCD-Gen im Chromosom 3 p21.1.[6]
- ALPS-U mit unbekanntem genetischen Defekt

## ALPS mit rezidivierenden Infekten
Autoimmun-lymphoproliferatives Syndrom mit rezidivierenden Infekten
Synonyme sind CEDS; Caspase 8-Mangel-Syndrom.
Die Prävalenz liegt bei unter 1 zu 1.000.000, die Vererbung erfolgt autosomal-rezessiv.
Der Erkrankung liegen Mutationen im CASP8-Gen im Chromosom 1 q33.1 zugrunde.
Die Manifestation der Erkrankung erfolgt im Kindesalter.

## ALPS4
RAS-assoziierte autoimmun-lymphoproliferative Krankheit (Autoimmun-lymphoproliferatives Syndrom IV)
Synonym: RALD
Die Prävalenz liegt bei unter 1 zu 1.000.000, Mutationen im NRSA-Gen im Chromosom 1 p13.2 oder im KRSA-Gen im Chromosom 12 p12.1.
Die Manifestation der Erkrankung erfolgt im Kleinkindesalter.

## X-chromosomales lymphoproliferatives Syndrom
Synonyme sind Purtilo-Syndrom; Duncan-Syndrom.
Die Prävalenz liegt bei unter 1 zu 1.000.000, es werden nach genetischem Defekt zwei Formen unterschieden, siehe X-chromosomales lymphoproliferatives Syndrom.